# Arhavi

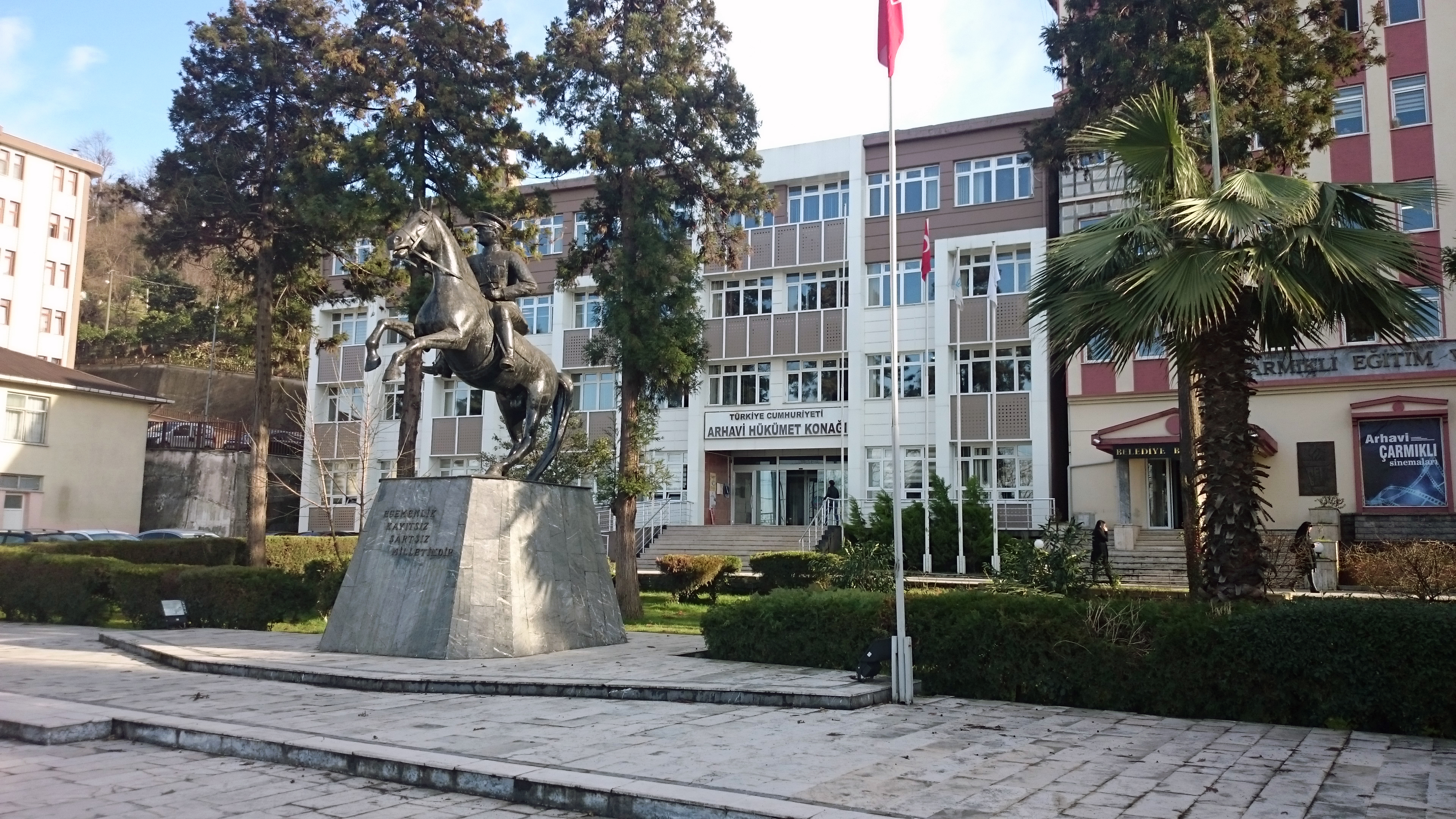
Arhavi

Arhavi é uma cidade e distritos da província de Artvin nas montanhas com vista para a costa do Mar Negro, no nordeste da Turquia.